# Kaj Andrup
Kaj Andrup, né le 29 mai 1903 et mort le 20 janvier 1988 à Sanary-sur-Mer (Var), est un joueur de football et entraîneur danois. Son poste de prédilection est attaquant. Certaines sources le signalent comme international danois (18 sélections).

## Carrière

### Joueur
En tant que footballeur, il joue dans le club de l'Akademisk Boldklub Copenhague dans le championnat du Danemark de football 1922-1923. Il rejoint l'Allemagne et le Hambourg SV en 1923 puis la France.
Il arrive à Paris au cours de la saison 1926-1927 et doit par conséquent débuter en équipe réserve du Stade français. D'abord demi, il s'impose comme avant centre en équipe première lors de la saison 1927-1928.
Il joue ensuite pour le Vésinet et le Club français. Se fait particulièrement remarqué au Stade français en 1927 ; il est sélectionné dans une équipe d'étrangers jouant en France qui affronte l'équipe de France B.
Pendant la Seconde Guerre mondiale, il s'engage comme volontaire étranger dans l'armée française. Fait prisonnier, il s'évade et rejoint la résistance en France.

### Entraîneur
Il est ensuite entraîneur du Club français en 1932-1933 (entraîneur-jouer en 1932-33 puis joueur sans contrat en 1933-34), de l'Amiens Athletic Club en 1945-1946, du Football Club de Nancy en 1946-1947 et du RC Strasbourg en 1947-1948.
De 1948 à 1951, il est nommé entraîneur national par la FFF et détaché en Tunisie pour y développer le football. Il quitte ensuite le monde du football.